# S Bahia (S-12)
El S Bahia (S-12) fue un submarino clase Balao originalmente construido como USS Sea Leopard (SS-483) para la Armada de los Estados Unidos a mediados de la década de 1940. Tras 18 años de servicio en el país norteamericano, fue transferido a la República Federativa del Brasil, donde continuó funcionando hasta su retiro final en 1993.

## Construcción y características
Fue construido por el Portsmouth Navy Yard de Portsmouth, Nuevo Hampshire. La puesta de quilla fue el 7 de noviembre de 1944, su botadura el 2 de marzo de 1945 y su entrada al servicio el 11 de junio de ese mismo año.
Tenía un desplazamiento estándar de 1870 t, mientras que sumergido desplazaba 2420 t. Su eslora medía 93,7nbsp;m, su manga 8,3 m y su calado 5,5 m. Tres motores diésel en conjunto con dos motores eléctricos y dos hélices formaban el sistema de propulsión.

## Servicio
Fue destinado al teatro de operaciones del Pacífico pero a poco la Segunda Guerra Mundial finalizó.
El SS-483 participó del bloqueo naval impuesto por los EE. UU. a la República de Cuba.
Estados Unidos dio de baja al Sea Leopard el 27 de marzo de 1973, transfiriéndolo a las filas de la Marina de Brasil.
Participó de los operativos ANFIBIEX, AMIGO, UNITAS y TORPEDEX. Fue dado de baja el 14 de julio de 1993. Dos años más tarde, el Ministerio de Marina donó la vela del submarino al Gobierno de Santa Catarina para su exhibición.